# Duel a les terres altes
Duel a les terres altes (títol original en anglès: Ride the High Country) és una pel·lícula estatunidenca dirigida per Sam Peckinpah i estrenada l'any 1962.	Ha estat doblada al català.

## Argument[2]
En un lloc de l'Oest americà on Steve Judd ha ajudat a establir la llei i l'ordre, l'home comença a sentir els efectes de la vellesa. Un descobriment d'or li dona una altra oportunitat de practicar la seva feina i s'encarrega de transportar l'or des de les mines de les muntanyes altes fins al banc de la plana. Judd contracta un conegut seu, Westrum, i un tercer home, Longtree, perquè l'ajudin. Westrum i Longtree veuen l'oportunitat de la seva vida si roben l'or, però quan es disposen a fer-ho Judd els passa al davant. El trio continua la seva ruta i els ataquen els germans Hammond, que també volen quedar-se l'or.

## Repartiment
- Randolph Scott: Gil Westrum
- Joel McCrea: Steve Judd
- Mariette Hartley: Elsa Knudsen
- Ron Starr: Heck Todd Longtree
- Edgar Buchanan: Judge Tolliver
- Percy Helton: Luther Sampson
- R.G. Armstrong: Joshua Knudsen
- Jenie Jackson: Kate
- James Drury: Billy Hammond
- L.Q. Jones: Sylvus Hammond
- John Anderson: Elder Hammond
- John Davis Chandler: Jimmy Hammond
- Warren Oates: Henry Hammond

## Premis i nominacions
Nominacions
- 1963: BAFTA a la millor nova promesa per Mariette Hartley